# Еохрік

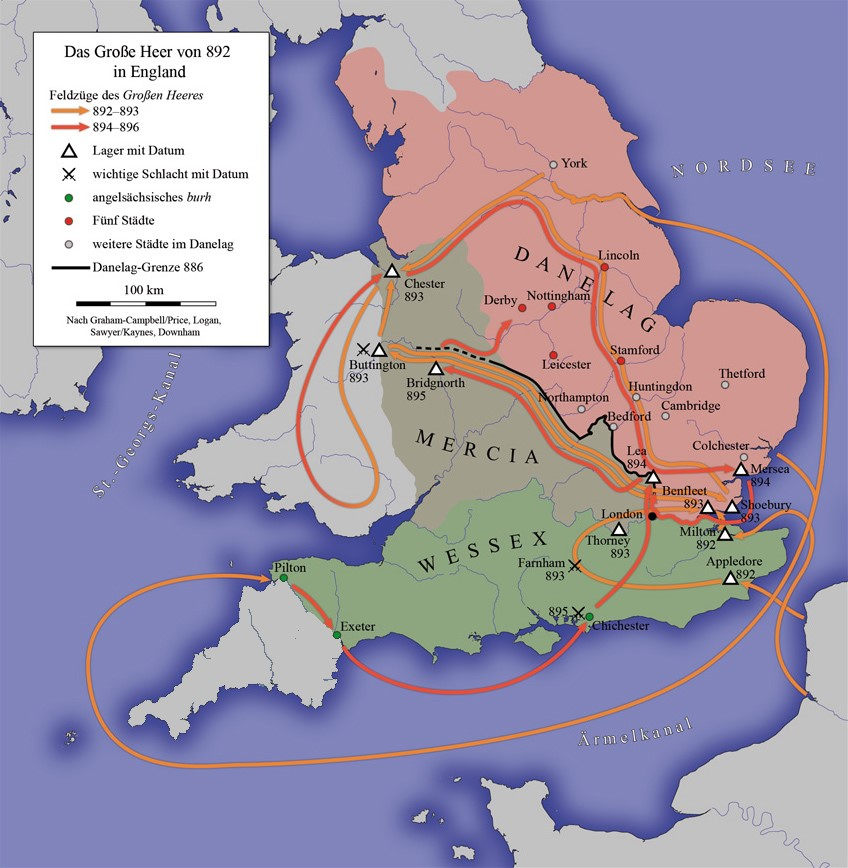
Британія в 890-ті роки

Еохрік (Еоріх, Ерік; др.-англ. Eohric, др.-сканд. Eiríkr; загинув 13 грудня 902) — король Східної Англії (890—902).

## Біографія
Про походження та ранні роки життя Еохріка вірогідних відомостей в середньовічних історичних джерелах не збереглося. У хроніках він названий наступником померлого в 890 році скандинавського короля Східної Англії Ґутрума. Можливо, Еохрік був сином свого попередника на престолі. За одними даними, правління Еохріка тривало дванадцять років, за іншими — чотирнадцять років.
В «Історії англійських королів» Вільяма Мальмсберійського Еохрік охарактеризований як затятий ворог англосаксів, не раз вступавши з тими в жорстокі конфлікти. Однак у перші роки свого правління Еохрік, принаймні формально, був змушений визнавати свою залежність від короля Вессексу Альфреда Великого. У 892 році він повинен був навіть заприсягтися Альфреду у вірності й дати шість заручників, в підтвердження відсутності у нього наміру приєднатися до вікінгів Гастінґа, ворогів вессекського монарха. Тим не менш вже в наступному році Еохрік відмовився від усіх своїх клятв: він уклав союз з Гастінґом, дозволивши тому не тільки перезимувати у своїх володіннях, але і поповнити військо вікінгів місцевими громадянами. Слідом за цим об'єднане військо Гастінґа й Еохріка вчинило набіг на англосаксонське місто Честер.
За свідченням, що міститься в «Англосаксонському часописі», після смерті 899 або 900 році короля Альфреда Великого в Вессексі почалася боротьба за престол. Новим правителем цього королівства був проголошений Едуард Старший, але про свої домагання на владу оголосив його двоюрідний брат, син Етельреда I етелінг Етельвальд . Не зумівши скинути з престолу короля Едуарда, Етельвальд був змушений тікати з Вессексу. Він знайшов притулок у Йорку при дворі Сігфрита і Кнута, правителів королівства Йорвік. Коли ж Кнут в 902 році помер, Етельвальд був обраний йоркськими данами своїм королем .
Трохи пізніше Етельвальд також заручився підтримкою і короля Еохріка. Передбачається, що монарх Східної Англії міг навіть визнати над собою верховну владу нового правителя Йорвіка.
В 902 році військо британських данів на чолі з Еохріком і Етельвальдом вчинило набіг на Мерсію і Вессекс, розграбувавши мерсійскі землі до Криклейда, а вессекські володіння Едуарда Старого — до Брейдона. У відповідь англосаксонське військо розорило скандинавські області аж до Девілс-Дайка і річки Віссі. На зворотному шляху фірд з Кента, що відділився від основної армії, був атакований вікінгами. 13 грудня поблизу Хольма відбувся бій, перемогу в якому здобули скандинави. Попри успіх, вікінги зазнали великих втрат в цій запеклій битві: на полі бою загинули кілька скандинавських вождів, включаючи Еохріка й Етельвальда. Загибель Етельвольда поклала кінець повстанням проти короля Едуарда Старшого, дозволивши тому безперешкодно правити підвладними йому володіннями до самої смерті.
Наступником загиблого Еохріка був обраний Гутрум II. Ймовірно, незабаром після отримання престолу новий монарх був змушений визнати над собою верховну владу вессекського короля Едуарда Старшого. Через це історики часто називають Еохріка останнім суверенним скандинавським правителем (др.-англ. Scalding) Східної Англії.